# Shel Silverstein
Shel Silverstein, właśc. Sheldon Allan Silverstein (ur. 25 września 1930, zm. 10 maja 1999) – amerykański poeta, kompozytor, piosenkarz, scenarzysta, autor kreskówek i książek dla dzieci, które zostały przetłumaczone na ponad 30 języków, w tym polski i sprzedane w liczbie ponad 20 milionów egzemplarzy.
Od jego nazwiska nazwano kanadyjski zespół muzyczny Silverstein.

## Twórczość

### Książki
- Take Ten (Pacific Stars and Stripes, 1955)
- Grab Your Socks! (Ballantine Books, 1956)
- Now Here's My Plan (Simon & Schuster, 1960) (Pierwszy zbiór amerykańskich komiksów z czasopism)
- Uncle Shelby's ABZ Book (Simon & Schuster, 1961) (Pierwsza książka z oryginalnych materiałów dla dorosłych)
- Playboy's Teevee Jeebies (Playboy Press, 1963)
- Uncle Shelby's Story of Lafcadio: The Lion Who Shot Back (Harper & Row, 1963) (Pierwsza książka dla dzieci)
- A Giraffe and a Half (HarperCollins, 1964)
- The Giving Tree (HarperCollins, 1964)
- Who Wants a Cheap Rhinoceros? (Macmillan, 1964)
- Don't Bump the Glump (Simon and Schuster, 1964)
- More Playboy's Teevee Jeebies (Playboy Press, 1965)
- Where the Sidewalk Ends (HarperCollins, 1974) (Pierwszy tomik wierszy)
- The Missing Piece (HarperCollins, 1976)
- Different Dances (HarperCollins, 1979)
- A Light in the Attic (HarperCollins, 1981)
- The Missing Piece Meets the Big O (HarperCollins, 1981)
- Falling Up (HarperCollins, 1996)
- Draw a Skinny Elephant (HarperCollins, 1998)
- Runny Babbit (HarperCollins, 2005) (Wydana pośmiertnie)
- Don't Bump the Glump! and Other Fantasies (HarperCollins, 2008, reedycja)
- Every Thing On It (HarperCollins, 2011) (Wydana pośmiertnie)

### Albumy
- Hairy Jazz (Elektra Records) (1959)
- Inside Folk Songs (Atlantic Records) (1962)
- I'm So Good That I Don't Have to Brag (Cadet Records) (1965)
- Drain My Brain (Cadet Records) (1967)
- A Boy Named Sue and Other Country Songs (RCA Records) (1969)
- Who Is Harry Kellerman and Why Is He Saying Those Terrible Things About Me? (Columbia/CBS Records) (1971) muzyka do filmu
- Freakin' at the Freakers Ball (Columbia/CBS Records) (1972)
- Crouchin' on the Outside(Janus Records), z kolekcji I'm So Good... i Drain My Brain (1973)
- Songs & Stories(Parachute Records) (1978)
- The Great Conch Train Robbery (Flying Fish Records) (1980)
- Where the Sidewalk Ends(Columbia/CBS Records) (1984)
- A Light In the Attic(Columbia/CBS Records) (1985)
- Underwater Land (wspólnie z Patem Daileyem) (Olympia Records) (2002) (wydany pośmiertnie)
- The Best of Shel Silverstein: His Words His Songs His Friends (Legacy/Columbia/SBMG Records) (2005) (wydany pośmiertnie)
- Twistable, Turnable Man: A Musical Tribute to the Songs of Shel Silverstein (Sugar Hill) (2010) (poświęcony pamięci Silversteina)